# Betulio González
Betulio Segundo González (Maracaibo, 24 ottobre 1949) è un ex pugile venezuelano, campione mondiale dei pesi mosca WBC tra il 1971 e il 1974 e WBA tra il 1978 e il 1979.

## Carriera
Professionista a soli diciannove anni, ebbe la prima chance di combattere per la cintura mondiale dei pesi mosca il 21 dicembre 1970 battendo ai punti con verdetto contrastato il filippino Bernabe Villacampo in un match eliminatorio per la designazione dello sfidante ufficiale della WBA. Combatté allora il 1º aprile 1971 all'Università Nihon di Tokyo contro il detentore giapponese Masao Ohba ma perse ai punti per decisione unanime.
Il 20 novembre 1971 affrontò a Maracaibo Erbito Salavarria, campione del mondo WBC con lo status di campione lineare. Il combattimento terminò in parità, tuttavia la commissione pugilistica locale affermò che al filippino erano stati somministrati zucchero o droghe illegali durante il match. Salavarria venne dichiarato decaduto e fu allestito un incontro per l’attribuzione del titolo WBC e lineare tra González e Socrates Batoto. Il 3 giugno 1972 il messicano divenne per la prima volta campione del mondo battendo il suo avversario in quattro round. Perse però il titolo alla prima difesa, il 29 settembre successivo a Bangkok, sconfitto alla decima ripresa dal thailandese Venice Borkhorsor.
Il 4 agosto del 1973, a Maracaibo, González combatté contro il messicano Miguel Canto per il titolo WBC, resosi vacante per la rinuncia di Borkhorsor. Contro il forte avversario, che combatteva per la prima volta all'estero, González riuscì a riconquistare il titolo ai punti in quindici riprese anche se con verdetto contrastato. Il 20 luglio 1974 mise in palio la cintura contro Franco Udella sul ring di Lignano Sabbiadoro e lo batté per KO alla decima ripresa. Il secondo regno del venezuelano durò sino al 1º ottobre 1974, quando fu sconfitto dal giapponese Shōji Oguma. 
Ad Oguma successe quel Miguel Canto che González aveva già sconfitto a Maracaibo nel 1973. Il messicano fu quindi costretto a mettere in palio la cintura, alla prima difesa, contro González. Il match si svolse nella Plaza de Toros Monumentál di Monterey, in Messico. Canto si prese la rivincita su González battendolo ai punti in quindici riprese, ma uno dei tre giudici aveva visto vincitore il venezuelano, anche se per un solo punto.
Fu poi allestito un terzo incontro tra i due grandi pugili il 3 ottobre 1976 sul ring di Caracas che terminò nuovamente con la vittoria ai punti del messicano ma ancora con decisione controversa. Successivamente, dopo dieci match tutti vinti, il 12 agosto 1978 González conquistò la versione WBA del titolo dei mosca, battendo ai punti l’altro messicano Guty Espadas. Difese il titolo battendo il cileno Martin Vargas per knock-out tecnico alla dodicesima ripresa.
Nel 1979, González concesse rivincita e terzo incontro al suo antico avversario Shōji Oguma, entrambe le volte in Giappone. Il primo match terminò in parità. Nell’altro incontro González mise KO l’avversario al dodicesimo round, conservando la cintura mondiale. Perse il titolo il 17 novembre 1979 dai pugni del panamense Luis Ibarra, ai punti in quindici riprese.
González si è ritirato dal pugilato nel 1988, dopo una carriera professionistica quasi ventennale.